# Crozier (Mondkrater)
Crozier ist ein Einschlagkrater auf der Mondvorderseite am südwestlichen Rand des Mare Fecunditatis, nordöstlich des Kraters Colombo und nördlich von McClure.
Der Kraterrand ist unregelmäßig geformt und relativ wenig erodiert. Das Innere ist von den Laven des Mare aufgefüllt.
| Buchstabe | Position           | Durchmesser | Link |
| --------- | ------------------ | ----------- | ---- |
| B         | 12,59° S, 52,36° O | 9 km        |      |
| D         | 13,54° S, 51,56° O | 21 km       |      |
| E         | 12,69° S, 51,92° O | 6 km        |      |
| F         | 12,83° S, 50,96° O | 5 km        |      |
| G         | 12,04° S, 49,97° O | 4 km        |      |
| H         | 14,04° S, 49,36° O | 11 km       |      |
| L         | 10,02° S, 51,47° O | 8 km        |      |
| M         | 8,87° S, 51,32° O  | 6 km        |      |

Der Krater wurde 1935 von der IAU nach dem britischen Polarforscher Francis Crozier offiziell benannt.

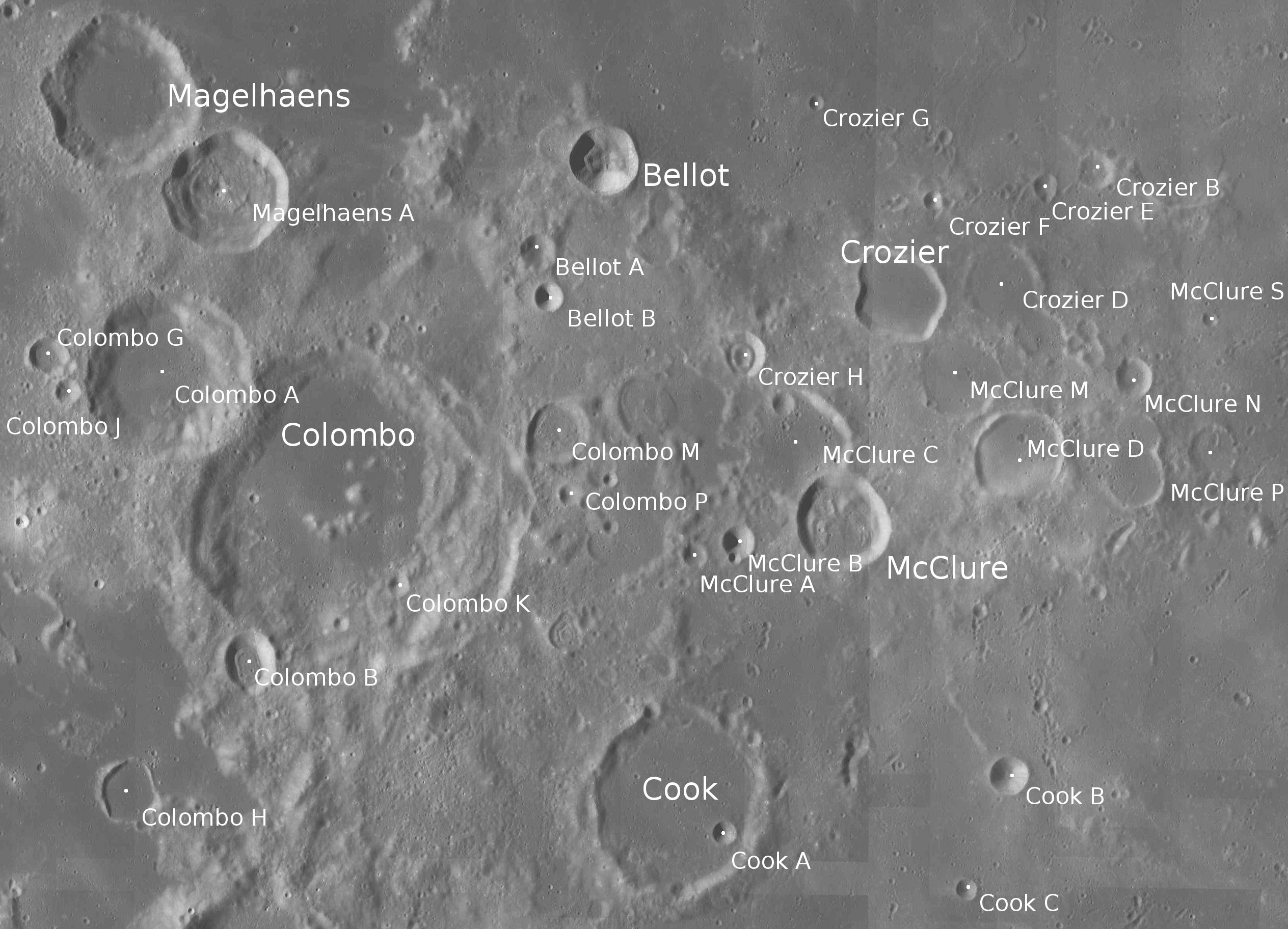
Crozier (oben rechts) und Umgebung (LROC-WAC)